# Germaine Schnitzer
Germaine Schnitzer   (París, 28 de maig de 1888 - Manhattan, 20 de novembre de 1982) va ser una pianista francesa.
Va fer els seus estudis a París amb el mestre Raúl Pugno i a Viena amb Sauer. Premiada per la Wiener Akademie, a partir de 1914 va recórrer com a concertista les principals ciutats d'Europa i Amèrica aconseguint grans èxits.